# Vesturbær
Vesturbær (isländskt uttal [ˈvɛstʏrˌpaiːr̥], är ett distrikt i Reykjavik på Island, bestående av åtta stadsdelar: Gamli Vesturbær, Bráðræðisholt, Grandahverfi, Hagahverfi, Melar, Skjól, Grímsstaðaholt, Skildinganes och Litli Skerjafjörður.

## Allmänt
I Vesturbær finns Islands universitet samt de fyra högstadieskolorna Melaskóli, Landakotsskóli, Vesturbæjarskóli och Grandaskóli samt lågstadieskolan Hagaskóli. Den lokala fotbollsklubben Knattspyrnufélag Reykjavíkur har sin lokala träninganläggning på stadion i Vesturbær.